# バンジャマン・フォンダーヌ
バンジャマン・フォンダーヌ（Benjamin Fondane、1898年11月14日 - 1944年10月3日）は、ルーマニア生まれ、フランスに移住した詩人、哲学者、脚本家、ホロコースト犠牲者。ルーマニアでの筆名はベンジャミン・フンドヤヌ（Benjamin Fundoianu）。

## 経歴
1898年　ルーマニア北東部の古都ヤシに生まれる。出生時の名はベンヤミン・ヴェクスラー（Benjamin Wechsler）。ユダヤ系であり、母方の祖父はヘブライ語学者で、ヤシに初めてユダヤ人学校を作った人であった。
1919年　首都ブカレストに移住。旺盛な文学活動や女優である姉らとの演劇活動を、パリに移住するまでの間この地で展開した。
1923年　パリに移住。
1944年　姉とともにフランス警察に連行され、一度は釈放のチャンスを得るが、自分だけ助かることを拒絶し、姉とともにアウシュヴィッツに送られ死んだ。

## 作品・著作

### 脚本
- 霧笛　（原題"Rapt"、1934年、フランス映画）[4]
- アイズ・ワイド・オープン[5]